# Stanisław Kłokocki
Stanisław Kostka Kłokocki, krypt.: S. K.; Kł..., (ur. 1763 w Syczykach, zm. po 1831) – polski publicysta, ekonomista, tłumacz, bliski współpracownik Adama Kazimierza Czartoryskiego.

## Życiorys
Urodzony w roku 1763 w Syczykach koło Wołczyna, jako syn Jana Józefa, starosty kołaczewskiego, komisarza i plenipotenta kanclerza Michała Czartoryskiego, od roku 1772 wojskiego mińskiego, i Joanny z Niezabytowskich. Przez 3 lata (1776-1778) uczęszczał do pojezuickiego warszawskiego Collegium Nobilium. Po ich ukończeniu związał się bliżej z dworem Adama Kazimierza Czartoryskiego, bywając często w Wołczynie i Puławach, pracując jednocześnie w kancelarii księcia przy Komisji Edukacji Narodowej (Warszawa). W ramach pełnionych wówczas obowiązków, brał dość często udział w lustracjach szkół na Rusi i na Litwie.

## Twórczość

### Ważniejsze mowy
- Mowa do Najjaśniejszego Pana konwikt swój odwiedzającego, miana od... wojszczyca mińskiego, Zabawy Przyjemne i Pożyteczne 1776, t. 14, cz. 1, s. 173-181; rękopis: Biblioteka Czartoryskich, sygn. 818, nr 91, s. 165-167
- Mowa do Jego Królewskiej Mości podczas danego dowodu z rocznego w różnych naukach postępku w szkołach normalnych warszawskich pod rządem JO. Kscia Imci Poniatowskiego, biskupa płockiego, koadiutora krakowskiego zostających, miana przez... wojskowicza mińskiego, dnia 23 lipca r. 1778, brak roku i miejsca wydania, fragmenty przedr. S. Tync w: Komisja Edukacji Narodowej. Wybór źródeł, Wrocław (1954), Biblioteka Narodowa seria I, nr 126, s. 203-207.

Ponadto artykuły i drobne utwory Kłokockiego ogłaszano w czasopismach: Astrea (tu: Czy uczucie moralne i opinia winny mieć wpływ na sędziego, 1821, t. 1, s. 37-42), Pamiętnik Naukowy Oddziału Literatury (tu: O idei i uczuciu nieskończoności, 1819, t. 2, s. 3-31), Pamiętnik Umiejętności Moralnych i Literatury (tu: Wspomnienie. Sonet oryginalny, 1830, t. 2, s. 211; Ekonomia polityczna Droza, 1830, t. 3, s. 241-261).

### Przekłady
1. Jean François Marmontel: Inkasy, czyli zniszczenie państwa Peru t. 1-2, Warszawa 1781; wyd. następne: Lwów 1794 (najprawdopodobniej "pirackie"); "wyd. 2" Warszawa 1801
2. A. R. J. Turgot: O skladaniu się i podzielaniu majątków w społeczności, z francuskiego. Dodane do tego pismo oryginalne o "Reprodukcji corocznej krajowej", Warszawa 1802, (autorem pisma "Reprodukcja coroczna krajowa" jest J. Chreptowicz – porównaj: Prace edytorskie poz. 1)
3. P. S. Dupont de Nemours: Dlaczego najwięcej dróg krętych i czemu ludzie rzadko chodzą prosto?, Nowy Pamiętnik Warszawski rocznik 14 (1804), s. 198-206; przedr. zobacz poz. 7
4. Adam Smith: O naturze i przyczynach bogactwa narodów, przekł. powstał przed rokiem 1814; fragm.: Rozprawa o handlu zbożowym i o ustawach tyczących się handlu tego. Wyjęta z dzieła Adama Smitha: O naturze i przyczynach bogactwa narodów, z księgi 4-tej rozdziału 5-go, Warszawa 1814
5. T. R. Malthus: O zaludnienia sile, przekł. powstał przed rokiem 1814, niewydany, (informacja w liście autora z 1 czerwca roku 1814 do A. Horodyskiego – zobacz Listy poz. 4)
6. Ch. Ganilh: O dochodzie publicznym, przekł. powstał przed rokiem 1814, niewydany, (informacja w liście autora z 1 czerwca roku 1814 do A. Horodyskiego – zobacz Listy poz. 4)
7. B. Franklin: Uwagi nad powiększeniem zapłat robotnikom i rzemieślnikom, którego będzie przyczyną w Europie rewolucja amerykańska... Z poprzedzającym rozwiązaniem zapytania: Dlaczego najwięcej dróg krętych i czemu ludzie rzadko chodzą prosto?, Warszawa 1814, (porównaj poz. 3)
8. W. Sterne: Podróż sentymentalna... Z poprzedzającym uwiadomieniem o życiu i dziełach autora, przekł. powstał około roku 1815, wyd. Warszawa 1817, (autorstwo Kłokockiemu przypisuje T. Mikulski za Estreicherem)
9. A. F. G. Crome: Wstęp do dzieła J. Soden pt. "Narodowa ekonomia", przekł. powstał około roku 1815
10. F. Reuter: Nauka doręczna o rolnictwie w związku wszystkich jego części, czyli usiłowania otrzymania z ziemi ile tylko można obfitego planu jak najmniejszym sił nakładem. Napisana dla Galicji... Przełożona z niemieckiego, Lwów 1816
11. Saadi: Powieści wschodnie. Przełożone z francuskiego, przekł. powstał około roku 1816; fragm. Pamiętnik Umiejętności Moralnych i Literatury 1830, t. 4, s. 190-208; rękopis: Biblioteka Czartoryskich, sygn. 2991
12. Voltaire: Zadig, przekł. powstał około roku 1816; rękopis: Biblioteka Czartoryskich, sygn. 2991
13. G. P. M. de Lévis: Uwagi nad skarbem narodowym we względzie moralnym, przekł. powstał około roku 1817; rękopis: Biblioteka Czartoryskich, sygn. 2282.

Ponadto liczne przekłady Kłokockiego znajdują się w czasopismach: Pamiętnik Umiejętności Moralnych i Literatury (tu: fragm. dzieła: J. E. M. Portalis: De l'usage et de l'abus de l'esprit philosophique durant le dixhuitième siècle 1830, t. 1-3; Ch. V. Bonstetten: O zmianie wychowania młodzieży szlacheckiej 1830, t. 1, s. 223-242; Friedrich Schiller: O wzniosłym 1830, t. 1, s. 335-356; George Gordon Byron: Słońce bezsennych. Melodia hebrajska 1830, t. 2, s. 211; F. J. P. Ancillon: O wielkich charakterach 1830, t. 2, s. 241-263; Charles Pinot Duclos: O obyczajach, a szczególniej Francuzów 1830, t. 4, s. 3-13; Charles Pinot Duclos: O poczciwości, cnocie i honorze 1830, t. 4, s. 154-172), Pamiętnik Warszawski Umiejętności Czystych i Stosowanych (tu: A. Ch. Renouard: Uwagi nad urządzeniem szkół średnich, czyli drugiego rzędu, między szkołami wyższymi a początkującymi 1829, t. 1-2; A. L. de Staël: O entuzjazmie 1829, t. 4, s. 117-134; A. Gindroz: O potrzebie wychowania domowego, w pomoc instrukcji publicznej 1829, t. 4, s. 243-255) oraz Jean le Rond d’Alembert: Postrzeżenia i uwagi nad sztuką tłumaczeń.

### Prace edytorskie
1. J. Chreptowicz: Reprodukcja coroczna krajowa, wyd. zobacz Przekłady poz. 2, (domniemany współwydawca: A. Horodyski)
2. J. Chreptowicz: O prawie natury. Pismo oryginalne jednego z współziomków, Warszawa 1814.

### Listy
1. Do A. K. Czartoryskiego 10 listów z lat 1804-1806, 1815; rękopis: Biblioteka Czartoryskich (Archiwum Domowe, sygn. 590); list z 3 kwietnia 1804 ogł. J. Platt: Tadeusz Mostowski jako wydawca. Z problemów "polskich Didotów", Ze skarbca kultury 1960, zeszyt 1, s. 111-114
2. Do G. E. Grodka 5 listów z lat 1804-1818, rękopis: Biblioteka Jagiellońska, sygn. 3097
3. Do A. J. Czartoryskiego i administracji książęcej 3 listy z roku 1813, rękopis: Biblioteka Czartoryskich, sygn. 5476
4. Do A. Horodyskiego z lat 1814-1815, rękopis: Biblioteka PAN Kraków, sygn. 163/2
5. Do nieznanego adresata z Woskorzenic z 9 grudnia 1817, rękopis: Biblioteka Czartoryskich (Archiwum Domowe, sygn. 598, karta 935
6. Od F. Karpińskiego z Grodna z 18 czerwca 1781, wyd. T. Mikulski, R. Sobol w: Korespondencja Franciszka Karpińskiego z l. 1763-1825, Wrocław 1958 Archiwum Literatury nr 4 (s. 18-19)
7. Od F. D. Kniaźnina z 25 listopada 1782 i 23 kwietnia 1786, wyd. T. Mikulski: Z korespondencji Kniaźnina, Pamiętnik Literacki rocznik 42 (1951), zeszyt 3/4 i odb.; przedr.: Listy Kniaźnina w: Ze studiów nad Oświeceniem, Warszawa 1956, s. 267-279.